# Gouvernement provisoire de la Nation piémontaise
Le Gouvernement provisoire de la Nation piémontaise a été mis en place à Turin le 12 décembre 1798 par le général français B. C. Joubert, avec le serment solennel de « haine éternelle de la tyrannie, amour éternel de la liberté, de l'égalité et de la vertu ». Il est le résultat de l'occupation du Piémont par les troupes révolutionnaires françaises. Le gouvernement dirigea la République subalpine, en particulier la République piémontaise.
Faisaient partie du gouvernement provisoire :
- Giovanni Battista Balbis
- Innocenzo Maurizio Baudisson
- Giovanni Battista Bertoletti
- Giovanni Battista Agostino Bono (jusqu'au 14 mars 1799)
- Carlo Botta
- Ego Vincenzo Giacomo Bottone
- Francesco Brayda
- Giuseppe Carlo Aurelio di Sant'angelo,
- Giuseppe Cavalli comte d'Olivola
- Luigi Colla
- Felice Clemente Fasella
- Giuseppe Fava
- Francesco Favrat barone di Bellevaux
- Pietro Gaetano Galli comte de la Loggia
- Giovanni Antonio Giobert
- Sebastiano Giraud
- Stefano Giovanni Ricci
- Felice Giovanni San Martino comte de la Motta
- Giuseppe Felice Sartoris.

Le Gouvernement a été en fonction jusqu'au 2 avril 1799.